# Ålsån
Ålsån är ett högerbiflöde till Byskeälven och avvattnar Ullbergsträsket i norra Västerbotten. Källflöden är Lappträskån och Sörån. Längd inklusive källflöden är ca 60 km, avrinningsområde 338 km².
Största biflödet är Skogträskbäcken (samiska Gábmagatjjuhka, mot slutet även kallat Selsbäcken) från vänster (rinner igenom tre sel). I avrinningsområdets övre del, och särskilt längs de två största källflödena, är lutningen mycket ringa och vidsträckta myrområden dominerar. Den sista milen före utloppet i Byskeälven är däremot betydligt brantare. De kraftigaste forsarna i Ålsåns nedre lopp är Stallforsen (Övre och Nedre), Konradsforsen, Hällforsen och Bomforsen.